# 兰园
兰园，甘肃省兰州市历史上的一座公园，在被侵华日军于1939年摧毁的普照寺的废墟上建立，1942年建成。

## 历史
1939年2月23日，20架侵华日军的飞机袭击兰州，投弹近百枚，炸毁普照寺藏经阁及周边房屋500多间。同年11月16日至17日，日军飞机分批轰炸兰州城内外，普照寺全毁，只剩泰和铁钟。
1941年，兰州市政府成立，蔡孟坚任市长。蔡孟坚上任后认为普照寺废墟可辟为公共娱乐场地，因此发动市民平整场地后开辟广场，并命名为“兰园”，1941年11月动工兴建，1942年1月中旬竣工。兰园内分抗建堂、思危斋、市民浴室、简易给水站、民众体育场、儿童运动场、社会服务处等七部门。寓意“抗日建国”的抗建堂位于兰园中央，堂南为广场，广场东西两侧建有篮球场、网球场；堂东侧新建市政府招待所“思危斋”，取居安思危之意；堂西侧为兰园小学；堂北面为文艺茶座，西侧为儿童健身房。兰园四周设有改建而成的公共浴池、灭虱站、弹子房等。社会部兰州市社会服务处在兰园南正门入口处设有图书阅览室、婚姻介绍所、职业登记处等。
抗建堂占地面积530平方米，可容千人入座。大门东西两侧两层，各三开间。中间三层也是三开间，直书魏碑“抗建堂”三大字，上款题“民国三十年七月七日”，下款落“谷正伦”，顶部竖旗杆。大门出檐吊顶。进大门后为一过厅，两侧有边门。堂北部为主席台，可用于政府部门开会，可以用来演戏。
1942年，兰州市第一届排球锦标赛、兰州市体育界体育表演比赛在兰园体育场举行。1943年，兰州市第一届女子篮球锦标赛、兰州市第二届男子篮球锦标赛，以及兰州市第一届举重和拔河竞赛在兰园体育场举行。1944年6月，美国副总统华莱士随员与国立西北师范学院排球队在兰园体育场举行六人制排球比赛。1944年9月，国立西北师范学院体育系在兰园体育场举办兰州市首届技巧表演会。1945年7月，兰州市在兰园体育场举办国际友谊篮球赛。1948年3月，中华全国体育协进会甘肃分会在兰园体育场举办文白杯篮球赛。1948年，兰园扩建开放滑冰场。
1942年3月，抗建堂开展电影放映业务，后发展为兰园电影院，在堂南部三楼置电影放映机，北部布置银幕。1943年12月，上海集中影业贸易公司驻兰代表潘祥夫到兰州考察市场，其携带的《欲海潮》《民族的火花》《龙凤花烛》《裙带风》等故事片在兰园陆续上映。1944年春，联合国影闻宣传处委托兰州社会服务处在兰园开办幻灯放映站。同时，兰园内还时常举办战时新闻照片展览。
1949年中华人民共和国成立后，兰园仍被用作文化体育娱乐场所，中苏友好协会入驻兰园西邻由晚清甘肃学政衙署改建的甘肃省公立图书馆，民国路改称友好路，抗建堂被改为友好堂，友谊堂仍被用于放映电影。儿童健身房的位置则被建成为兰州市儿童图书馆。1958年，友好路改为武都路。兰园北部为工人电影院，体育场。篮球场、排球场被改为灯光球场，日夜都可以举行球赛。1962年至1963年，兰园中的兰州市儿童图书馆改建为兰州市少年宫。
2015年，兰园拆除，用于建设兰州中央商务区。该项目占地约58亩，规划建筑面积约33万平方米，用地为兰州伦华房地产开发有限公司于2013年和2018年分二期竞得。2019年12月，项目开工建设，后因开发商资金链断裂、经营不善等原因，于2022年5月停工。2022年9月，伦华公司进入破产重整程序。2023年7月，施工单位中铁二十一局退场。2023年8月，该项目确定由甘肃省建设投资（控股）集团有限公司负责后续施工。2023年10月，该项目宣布复工。

## 周边
兰园小学的前身是清朝光绪年间创立的“采兰经舍”，1902年更名为“采兰小学”，1950年更名为“兰园小学”。为给中央商务区让地，2013年8月31日被关闭，学生被分流到附近小学。

## 备注
1. ↑  也作“中苏友好堂”[2]
2. ↑  兰园内另有一家“亚洲电影院”[4]